# Der Vogel Greif

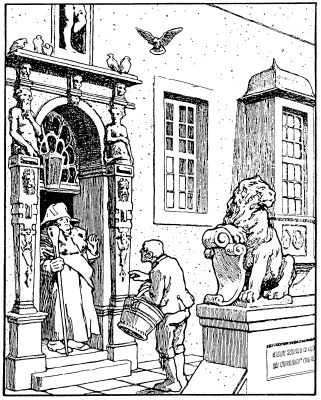
Illustration von Otto Ubbelohde, 1909

Der Vogel Greif ist ein Märchen (ATU 610, 570, 513B, 461). Es steht in den Kinder- und Hausmärchen der Brüder Grimm ab der 3. Auflage von 1837 an Stelle 165 (KHM 165) in alemannischem Dialekt. Otto Sutermeister übernahm es 1869 in seine Kinder- und Hausmärchen aus der Schweiz als Nr. 28 Der Vogel Gryf.

## Inhalt

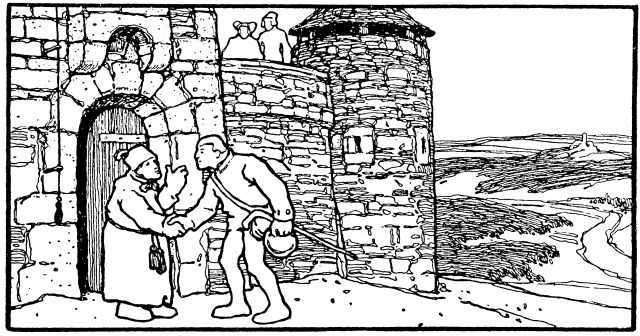
Illustration von Otto Ubbelohde, 1909

Des Königs einzige Tochter ist krank und soll sich der Prophezeiung nach an Äpfeln gesund essen. Wer ihr welche bringt, soll sie heiraten dürfen. Ein Bauer schickt seinen ältesten Sohn, dann den zweiten mit schönen roten Äpfeln hin. Unterwegs spricht sie ein eisernes Männchen an und fragt, was sie mitführen. Sie antworten „Fröschebein“ und „Schweineborsten“, was es dann auch ist, als sie es dem König zeigen, der sie fortjagt. Der Jüngste namens dummer Hans will unbedingt auch hin, ist ehrlich zum Männchen und heilt die Königstochter mit Äpfeln. Der widerwillige König fordert einen Nachen, der zu Land besser geht als zu Wasser. Während die Brüder vorgeben, Holzgerät zu machen, ist Hans wieder dem Männchen gegenüber offen und hat Erfolg. Nun muss er hundert Hasen hüten, ohne einen zu verlieren. Er widersteht auch, als die Magd einen borgen will. Die schickt die Königstochter, ihm einen abzunehmen, aber das Männchen gibt Hans ein Pfeifchen, womit er es zurückholt. Schließlich fordert der König eine Feder vom Vogel Greif. Unterwegs schläft Hans in einem Schloss, wo der Schlüssel zur Geldkiste vermisst und einem, wo ein Heilmittel für die kranke Tochter gesucht wird. Ein Mann trägt ihn über ein Wasser und sucht Erlösung von seinem Amt. Die Frau des Greifen versteckt ihn unter dessen Bett. Er reißt dem Schlafenden nachts drei Federn aus. Seine Frau beruhigt ihn jeweils und entlockt ihm die Antworten: Der Schlüssel liege im Holzhaus, eine Kröte habe sich aus den Haaren der Kranken ein Nest gebaut, und der Fährmann müsse nur mal einen Passagier im Wasser abstellen. Für die Antworten erhält Hans Reichtümer. Da will der König auch zum Vogel Greif. Der Fährmann lässt ihn ertrinken. Hans wird König.

## Herkunft und Vergleiche

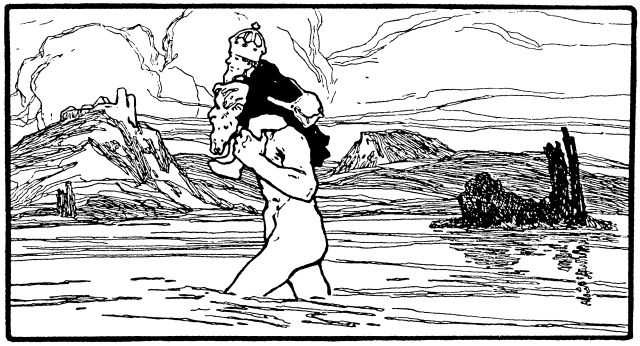
Illustration von Otto Ubbelohde, 1909

Die Brüder Grimm hatten das Märchen von Hieronymus Hagenbuch und Friedrich Schmid über Wilhelm Wackernagel. Sie nennen als nahe verwandt „Nr. 13 bei Müllenhoff und ein dänisches bei Etlar S. 129.“ Schiffe zu Wasser und zu Lande („Schiefner S. 611“) seien vielleicht der Sonnenwagen.
Die gegensatzmotivierte Handlung kombiniert Elemente aus verschiedenen Märchentypen. Vgl. KHM 29 Der Teufel mit den drei goldenen Haaren, KHM 125 Der Teufel und seine Großmutter, KHM 57 Der goldene Vogel, KHM 75a Vogel Phönix, KHM 64 Die goldene Gans, KHM 97 Das Wasser des Lebens, KHM 91 Dat Erdmänneken. Ein Text aus Grimms Nachlass von 1840 enthält nur eine ähnliche Hasenepisode. Zum Träger über das Wasser am Weltende vgl. Christophorus. Vgl. in Giambattista Basiles Pentameron IV,6 Die drei Kronen, IV,8 Die sieben Täublein, V,9 Die drei Zitronen, in Ludwig Bechsteins Deutsches Märchenbuch Nr. 31 Der Hasenhüter und die Königstochter, in Johann Wilhelm Wolfs Deutsche Hausmärchen Der Hasenhirt, Der Jüngling im Feuer und die drei goldnen Federn, Die Mandelkörbchen, Der Hinkelhirt.
Carl Gustav Jung erwähnt das Märchen in seiner Abhandlung Zur Phänomenologie des Geistes im Märchen als Beispiel, dass der alte Weise auch als Zwerg erscheinen kann. Unter „es chlis isigs Manndle“ sei wohl ein eisernes Männchen, kein Eismännchen zu verstehen. Der Text wimmele von phonetischen Fehlern.
Märchen dieses Typs mit heilenden Früchten (AaTh 610) gehen laut Janet Lynn Sutherland oft auf dieses zurück. Sie enthalten neben den Früchten weitere Bilder der Fruchtbarkeit, einschließlich der Dinge, worin sich die Früchte der Brüder verwandeln – vielleicht, weil sie den Wert verkennen. Die Prinzessin ist kränklich und ohne Brüder, der Bursche der Jüngste. Die unmöglichen Proben betreffen oft wirtschaftliche Haushaltung, eben die Tierherde, ein Schloss bauen oder Rückgewinnung meist eines Rings. Die Episode vom Hasenhirt (AaTh 570) wurde 1791 durch Christian August Vulpius’ Ammenmärchen, Nr. 3 literalisiert und sonst mündlich viel derber erzählt, indem Tochter und König sich jeweils für einen Hasen besonders erniedrigen müssen. Dafür folgt nun bei Grimm in erneuter, dreifacher Steigerung die Fahrt zum Greifen. Er ist ein vieldeutiger, ambivalenter Wundervogel, kann Menschenfresser sein und Hüter des Lebensquells. Seine Feder entspricht hier den Haaren des Teufels anderer Märchen (KHM 29, AaTh 461). Das Schiff zu Wasser und zu Lande ist in Varianten zu Sechse kommen durch die ganze Welt (AaTh 513) die erste Freierprobe, kommt aber auch sonst vor. Vgl. KHM 64 Die goldene Gans, Ulrich Jahns Volksmärchen aus Pommern und Rügen, Nr. 32 Der Pilger.
Walter Scherf findet das Märchen trotz der Reihung verschiedener Erzähltypen schlüssig: Das Mädchen kranke an der Vaterbindung. Nur der verkannte Jüngste findet den Weg zu ihr, während die dem Vater nach dem Mund redenden im Wald sitzen bleiben. Der Träger über das Wasser sei aus der Christophorus-Legende, Vogel Greif dramatisiere in Märchen elementare Beziehungskonflikte. Das eiserne Männchen bedeute hier endgültige Entscheidung, eben lebenslange Partnerschaft nach verarbeitetem Vaterkonflikt, Scherf vergleicht dazu Grimms Der Eisenhans, sonst Von’n scheepe, dat aane wind un waater gung in Johannes Matthias Firmenich-Richartz’ Germaniens Völkerstimmen I (1843), S. 182–183, Der Hasenhirt in Johann Wilhelm Wolfs Deutsche Hausmärchen, Nr. 14, Die Prinzessin auf dem Baum in Ulrich Jahns Volksmärchen aus Pommern und Rügen, Nr. 3, Der unsterbliche Koščej in Afanas’evs Narodnye russkie skazki, Nr. 158, KHM 29 Der Teufel mit den drei goldenen Haaren, Jäppa in Norrland in Kurt Schiers Schwedische Volksmärchen, Nr. 29 (Die Märchen der Weltliteratur, 1971), bei Felix Karlinger Was in den Sternen geschrieben steht, ist unauslöschlich in u. a. Märchen der Welt (1978), Nr. 43, Der heilige Nikitas als Helfer in Rumänische Sagen und Sagen aus Rumänien, Nr. 96.

## Rezeptionen
Es gibt ein Buch Die Geschichte vom Vogel Greif. Einem alemannischen Märchen der Gebrüder Grimm nacherzählt. Almanach-Kunstverlag, Berlin 1924 von Emma Andrae, illustriert von Walter Andrae.
Von Rudolf Jakob Humm ist ein Kinderroman Der Vogel Greif, Steinberg, Zürich 1953.
Linde Knoch erzählte das Märchen neu und veröffentlichte es in dem von Ingo Kühl illustrierten Buch Kraft der Elemente auf Sylt.
Der englischen Wikipedia zufolge enthält die Folge Das Glückskind (The Luck Child) der Fernsehserie The Storyteller Motive des Märchens.